# ЖС серија 461
ЈЖ/ЖС серија 461 је монофазна електрична локомотива које су произведене у румунској фабрици "Електропутере" у Крајови, а по лиценци шведске фирме "АСЕА“.
Локомотиве 461 налазе се у експлоатацији у Железницама Србије.
Због своје масе и снаге локомотиве серије 461 носе епитет најславније електричне локомотиве на овим просторима, које се данас углавном користе за превоз терета због своје велике снаге.

## Порекло и производња
Конструктор овог типа локомотиве је фирма "АСЕА" из Шведске, која је почетком 70-их уступила лиценцу фирми Електропутере из Крајове, у Румунији.
Концепт ове локомотиве сличан је ЖС серији 441, јер потиче од истог испоручиоца лиценцне документације.
Међутим, локомотива серије 461 је идентична са ЧФР 40, која се темељи на АСЕА локомотиви Ел 15, оригинално рађену за вучу тешких теретних возова на рударској прузи између градова Лулео и Нарвик, у Шведској одн. Норвешкој.
Локомотиве серије 461 су диодне шест осовинске локомотиве са појединачним погоном осовине (Co'Co') и погонском снагом мотора 5.100 kW, а за напајање користи систем 25 kV, 50 Hz.
Ова врста локомотива за свој погон користи шест вучна електромотора једносмерне (валовите) струје са редном побудом који се напајају од контактне мреже, преко пантографа (уређај који преноси напон са мреже на локомотиву и служи за одузимање струје из контактног вода).
Израђиване су у периоду од 1971. до 1980. године, и то у две подсерије, 000 и 100, нулта подсерија носи ознаку 001-045 (1971-1973), a наредна подсерија 101-158 (1978-1980). Локомотиве серије 461, подсерије 200 су модификоване од стране загребачке фирме "Раде Кончар" и "МИН" из Ниша, али нису тиристоризоване.
Предвиђене су за вучу путничких и теретних возова по равничарским и брдским пругама уз постизање максималне брзине 120 км/ч.
Локомотиве имају масу 120 тона и електричну отпорну кочницу.

## Технички подаци
| Параметар                                               | Подаци       |
| ------------------------------------------------------- | ------------ |
| Распоред осовина                                        | Co'Co'       |
| Систем ел. вуче                                         | 25 kV, 50 Hz |
| Ширина колосека                                         | 1.435 mm     |
| Дужина преко одбојника                                  | 19.800 mm    |
| Ширина сандука                                          | 3.000 mm     |
| Највећа висина (са спуштеним пантографом)               | 4.650 mm     |
| Пречник новог точка                                     | 1.250 mm     |
| Укупна маса локомотива                                  | 120 т        |
| Осовински притисак                                      | 20 т         |
| Маса по дужном метру                                    | 6,1 т/ос     |
| Број вучних мотора                                      | 6            |
| Трајна снага                                            | 5.100 kW     |
| Јендочасовна снага                                      | 5.400 kW     |
| Трајна снага ел. кочнице                                | 2.600 kW     |
| Трајна брзина при пуном пољу                            | 79 км/ч      |
| Трајна брзина при маскималном ослабљеном пољу           | 105 км/ч     |
| Јендочасовна брзина при пуном пољу                      | 77 км/ч      |
| Једночасовна брзина при максималном ослабљеном пољу     | 103 км/ч     |
| Максимални експлоатациона брзина                        | 120 км/ч     |
| Трајна вучна сила при пуном пољу                        | 260 kN       |
| Трајна вучна сила при максималном ослабљеном пољу       | 202 kN       |
| Једночасовна вучна сила при пуном пољу                  | 280 kN       |
| Једночасовна вучна сила при максималном ослабљеном пољу | 221 kN       |
| Максимална вучна сила                                   | 392 kN       |
| Трајна кочна сила ел. кочнице                           | 150 kN       |
| Степен искориштења                                      | 0,84         |
| Фактор снаге                                            | 0,85         |
| Преносни однос осовинског преносника                    | 3,65 (73:20) |
| Број степена на степенастом прекидачу                   | 40           |
| Број степена сл. поља                                   | 3            |
| Кочна маса Г                                            | 60 т         |
| Кочна маса П                                            | 71 т         |
| Кочна маса Р                                            | 121 т        |
| Проценат кочне масе Г                                   | 50 одсто     |
| Проценат кочне масе П                                   | 58 одсто     |
| Проценат кочне масе Р                                   | 99 одсто     |

## У другим земљама

### У Румунији
Локомотива има своје порекло у Шведској. Године 1963. Железнице Румуније завршиле су електрификовање кратке железничке пруге између Брашова и Предеала, важне железничке пруге која је узроковала проблеме са возовима због стрмог нагиба. Дакле, између 1963. и 1965. године, железнице Румуније су тестирале неколико локомотива различитих произвођача, како би утврдиле која би била савршена локомотива за ове руте. Победник је АСЕА из , Шведска, са локомотивом СЈ Рб. Године 1965. производња локомотиве почиње у фабрици АСЕА Вестерос, где су направљене прве јединице, пре него што је 1967. године производња пребачена у фабрику Електропутере у Крајови. Класификација је следећа:
- 060 ЕА (данас серија 40): 5100кВ локомотива, максимална брзина 120 км / сат (1965. до 1991)
- 060 ЕА1 (данас серија 41): 5100кВ локомотива, максимална брзина 160 км / сат (1966. до 1991)
- 060 ЕА2 (данас серија 42): 5100кВ локомотива, максимална брзина 200 км / сат (1973. и 1977). Прототипова локомотива са модификовани степен преноса и осовине, за тестове брзине. Постојало је само 2, прототип направљен 1973. године, који је касније претворен у ЕА1 (број 122), а још један у 1977 (број 302). Надимак "Генерал".

Од 1999. године, неколико ових локомотива је модернизовано, неки су укључени у серију 45 (модернизација Сиеменса и Сешерона, касније и Софтроника Крајове) и неколико других у серији 47 (модернизација Софтроника и ПРОМАТ-а), а поправке се врше од стране. СЧРЛ Брашов, РЕЛОК и Софтроник Крајова, РЕМАР "16. Фебруар" Клуж-Напока и Пашкани и ПРОМАТ. 
Локомотиве за румунске железнице такође су коришћене и изван Румуније. На пример, једна локомотива је довезена 1998. године у Грчку за испитивање електрификације која се одвијала тамо (ради се о локомотиви 060-ЕА-056, израђеној 1968. године). Такође, неколико примера ради у Мађарској, Хрватској и Словачкој, а неке примерке су користиле румунске железнице карго дивизија.
За ЦФР је укупно произведено 1077 јединица, између 1965. и 1991. Производња је престала 1991. године, убрзо након пада комунизма. Прототип ове серије и пионир електрификације жељезница у Румунији уништен је у трагичној несрећи 1990. године у Апаци у судару са локомотивом ФАУР ЛДХ 1250 .

#### Галерија
- Серија ЕА/40
- Серија ЕА1/41
- Серија ЕА2/42. Прототип из 1977. године, број 302
- Серија 45, модернизован од Сименса и Сешерона
- Серија 47, модернизован од Софтроника
- Серија 40 (раније Теретни Дивизије Румунских Железнице) на станице Кечкемет, управља "Воз Мађарској" (Train Hungary)

### У Бугарској
Између 1986. и 1987. године, Железнице Бугарске су наручиле 45 локомотива серије ЛЕ5100, које су тамо означене као серија 46. Већину јединица је до сада модернизовала фабрика Раде Кончар Загреб, а након поделе БДЖ-а на путнички и карго превоз,немодернизоване јединице су послате на бугарску железницу Карго дивизију, а модернизоване јединице у путнички превоз Бугарске железнице. Ово су најмоћније електричне локомотиве које саобраћају на железничкој мрежи у Бугарској.
- Серија 46, немодернизован
- Серија 46, модернизован

## Видео
- ЖС серија 461 вуча теретних возова
- ЖС серија 461
- ЖС серија 441 (путнички) и ЖС 461 (теретни)
- ЖС серија 461 (убрзање)